# 狙撃

対人狙撃銃による狙撃訓練を行う自衛官

狙撃（そげき、英: sniping）は、目標を狙って撃つことを指す。「sniping」の語源はタシギ（snipe）猟からきていると言われている。

## 概説
現在では、狙撃手などによる遠距離からの精密射撃を指して狙撃と呼ぶことが一般的である。しかし狙撃という言葉自体は純粋に「狙って撃つ」という意味合いであることから、近距離からの銃撃でも一個人を特定して狙った場合、特に暗殺目的のものは狙撃という言葉が使われることも多い。本項では、主に遠距離からの狙撃について解説する。

## 軍隊や警察での狙撃
小銃（特に狙撃銃）を使って遠距離の目標を狙い撃つことを狙撃とする。機関銃、自動小銃・アサルトライフル・短機関銃を用いた制圧射撃や近接戦闘と対になる概念。狙撃を専門とする者を狙撃手と呼び、軍隊や警察に存在する。第二次世界大戦時代の軍隊では小銃手の中でも射撃技術が優れる者が狙撃の役割を担っていた。しかし現代の先進国の軍隊では狙撃手は専門の教育課程を経て養成され、一般的な歩兵部隊とは独立して行動することも多い。アメリカ陸軍やロシア陸軍などでは歩兵部隊に配属されて遠距離の射撃を行う兵士は選抜射手と呼ばれ、狙撃手と区別されている。

## 狙撃戦術
狙撃は特定の目標に対して致命的な攻撃を行うことができる。敵の人員のうち特に指揮官、通信兵、機関銃手など重要目標を狙い撃ち、敵の戦闘力を削ぐ。同時に敵全体にプレッシャーを与え、行動を制限すると共に士気を低下させる。
| 弾薬                                         | 最大有効射程 |
| -------------------------------------------- | ------------ |
| 7.62x39mm                                    | 350m         |
| 5.56x45mm                                    | 550m         |
| 7.62x51mm                                    | 800m         |
| 7.62x54mm R                                  | 800m         |
| .30-06 スプリングフィールド                  | 800m         |
| 7mm レミントン マグナム                      | 900~1,100m   |
| .300 ウィンチェスター マグナム               | 900~1,200m   |
| .338 ラプア マグナム                         | 1,200~1,500m |
| .50 BMG (12.7x99mm NATO) 12.7x108mm (ロシア) | 1,500~2,000m |
| 14.5x114mm                                   | 1,800~2,300m |
| .408 チェイタック                            | 2,300m       |

一般的な小銃の有効射程が600メートル程度であるのに対し、狙撃銃は1キロメートルを超える射程を有するものが多い。アフガニスタン紛争では、オーストラリア軍の狙撃手が2815メートルにも達する狙撃を成功させており、2015年7月時点ではこれが世界最長の狙撃距離となっている。
2017年6月23日、カナダ軍特殊部隊は、狙撃兵が3540メートル離れた距離から、マクミランのライフル銃「TAC-50」を使用し、過激派組織「イラク・シリア・イスラム国（ISIS）」の戦闘員を狙撃することに成功したと発表した。狙撃成功は世界最高記録となる。
軍隊以外でも、特に警察の特殊部隊においては人質救出時に犯人を狙撃して無力化することにより、突入後に銃撃戦を行って人質を傷つける危険性を減らすことができるため、狙撃手を養成している部隊もある。
また内戦や地域紛争においては、交通の要衝や生活の拠点（井戸など）を狙えるポイントに狙撃手を秘密裏に配置し、その地点を利用する一般住民を無差別に標的とした狙撃作戦が実行される事例（ユーゴスラビア紛争・ISIL）もある。

## 狙撃技術
狙撃は極めて専門的かつ高度な技術であるが、ここではその概略に限り述べる。さらに詳しくは外部リンクを参照。

### 姿勢制御
狙撃で最も基本的な技術は姿勢制御である。安定性や目標から発見されにくい点を考慮して、主に地面に伏せた伏射（プローン）と呼ばれる姿勢が用いられる。この場合ライフルの先台（フォアエンド）は二脚（バイポッド）の装着や地面との間に砂袋を挟むなどして安定させ、トリガーを引く手はストックの所定の部分を握り、人差し指をトリガーにかける。トリガーを引かない手はストックに添えて固定する。手を添える位置は銃器の形状や姿勢によって若干異なる。ストックは肩に当てるが、その間にパッドを挟むなど、呼吸や拍動によるぶれが伝わりにくいようにする。頬をストックに当ててその位置で動かさず、その位置から照準器を覗く。

### 照準

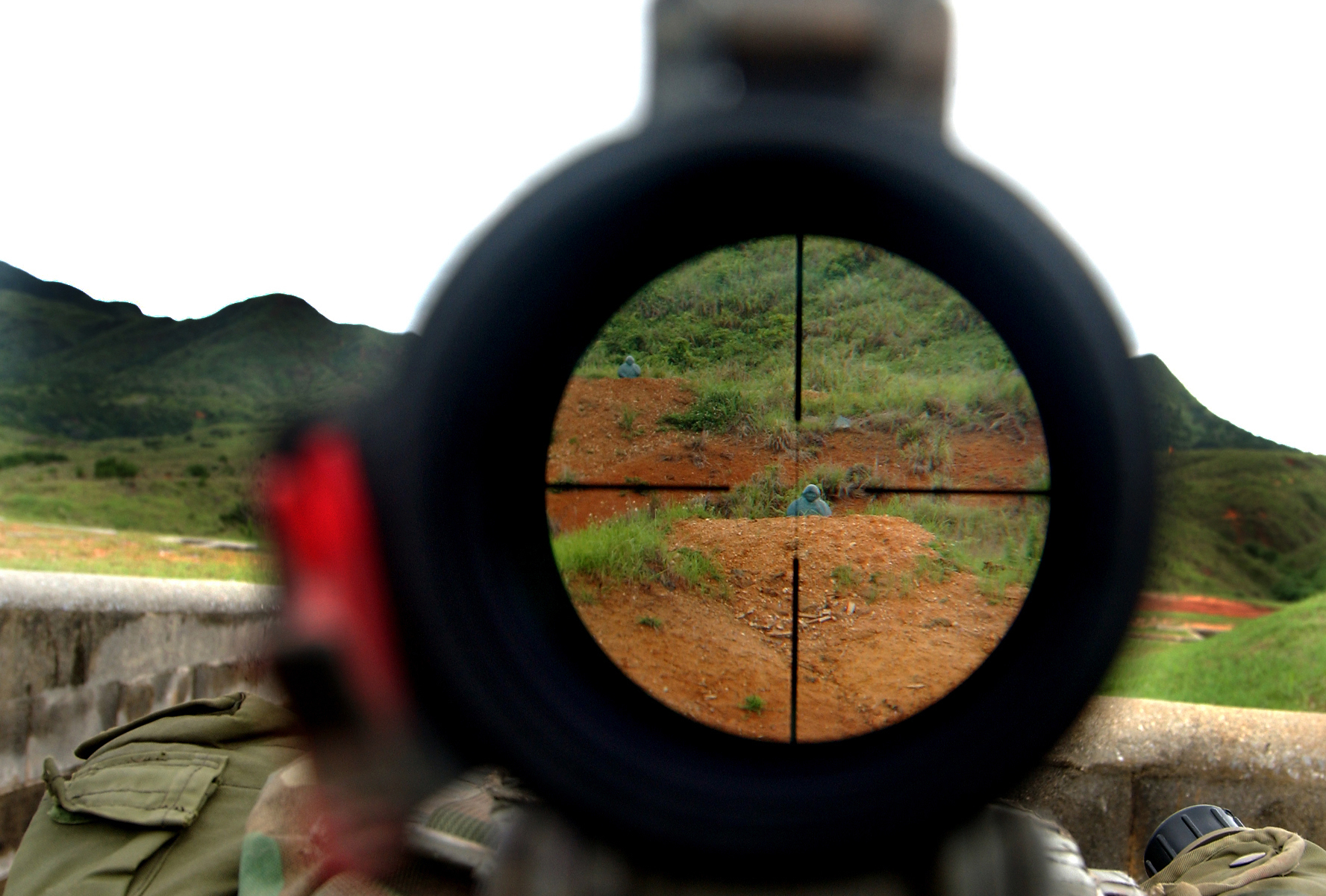
スコープのレティクル（照準を定めるための線）。スコープの事前調整（零点規制、ゼロイン）は特定の射距離・気象条件・弾薬で行われるため、実際の射撃では状況に応じて狙点を変える必要がある。

姿勢がとれれば光学照準器のレンズに内蔵されている十字線（レティクル）を目標に重ねる。この際、目標との距離、重力による弾道の下降、気温、気圧、湿度、風向きと風速などから若干の修正を行う。特に風に関するデータは狙撃に重大な影響を与えるため、考慮に入れる必要がある。風向きをまず調べ、その上で風速を計算する。この計算は、競技射撃（ベンチレストライフル競技等）においては、地面に直角に立てた棒に軽い布の切れ端を結びつけ、その布が風に流される際に布と棒の角度を測る。その角度を定数4で割れば、風速がマイル単位で計算できる。さらに、このデータを元にして修正値を求める。軍や警察の実戦部隊においては、この方法での風速計算ができないため、射撃地点での風向風速を基本に、弾道付近の植物の揺らぎ等を利用して推測した風速を加味して計算する。また、能力に長けた狙撃兵の場合、光学照準器を通して見える大気の揺らぎをも修正データとして利用する場合がある。それに加えてクイックアップと呼ばれる計算法式もあり、標的とのずれを瞬時に判断しなくてはならない。